# Air Mobility Command
Das Air Mobility Command (AMC) ist eines von zehn Hauptkommandos der United States Air Force (USAF) und Bestandteil des United States Transportation Command. Sein Hauptquartier ist auf der Scott Air Force Base in Illinois. Es wird von einem Offizier im Dienstgrad General geführt, seit 2024 von John D. Lamontagne.

## Geschichte
Die Organisationsstruktur der US-Luftwaffe ist seit ihrem Bestehen mehrfach umgestellt und angepasst worden, so dass auch die Zuständigkeit für strategischen Lufttransport einige Male gewechselt hat.
Unter dem 1926 gegründeten US Army Air Corps (USAAC) – dem Vorläufer der heutigen USAF – wurde 1941 das Ferrying Command aufgestellt. Das USAAC ging 1942 in die US Army Air Forces (USAAF) über und übernahm das Ferrying Command. Noch im selben Jahr wurden dessen Aufgaben auf das Troop Carrier Command (TCC) und das Air Transport Command (ATC) aufgeteilt. Bei den militärischen Aktivitäten der USA im Zweiten Weltkrieg operierte das TCC im jeweiligen Kampfgebiet während das ATC für Nachschub aus der Heimat zuständig war. Bei der nach Kriegsende anstehenden Reorganisation der Streitkräfte wurde die Luftwaffe 1947 zunächst Teil des neu gebildeten Verteidigungsministeriums, das das Kriegs- und das Marineministerium ablöste. In der Folge legte man das ATC mit dem Naval Air Transport Service (NATS) der Marine zusammen und formte daraus zum 1. Juni 1948 den Military Air Transport Service (MATS). Die Einheiten des Troop Carrier Command (TCC) blieben aber weiterhin bestehen und waren als Teil des Tactical Air Command (TAC) für die direkte Unterstützung der Kampftruppe eingesetzt, während der MATS den übrigen Lufttransport abwickelte. Kaum gegründet, wirkte der MATS an der Berliner Luftbrücke 1948/49 mit, auch wenn die „Rosinenbomber“ selbst wiederum vom TCC kamen. Anfang der 1950er wurden viele Lufttransporte im Rahmen des Koreakrieges durchgeführt, hauptsächlich mit C-97 Stratofreighter und C-124 Globemaster. Außerdem kamen C-118 Liftmaster, C-121 Constellation und später die ersten C-130 Hercules zum Einsatz. Mit der düsengetriebenen C-141 Starlifter erreichte der strategische Lufttransport ab 1965 eine neue Dimension.
Am 1. Januar 1966 ging der MATS im neuen Military Airlift Command (MAC) auf, das damit seiner stetig gewachsenen Bedeutung entsprechend zu einem Hauptkommando der USAF aufgestiegen ist. Als die riesige Lockheed C-5 Galaxy ab 1970 in Dienst gestellt wurde, steigerte sie die Leistungsfähigkeit des MAC erheblich, wie sich schon bald im Vietnamkrieg zeigte. Nach dessen Ende wurden endlich auch die Lufttransportkapazitäten des Tactical Air Command dem MAC unterstellt, mit Ausnahme der MC-130 für Spezialeinsätze. Die Invasion von Grenada 1983 war der erste vom MAC durchgeführte Kampfeinsatz. Die Operationen Desert Shield und Desert Storm im Rahmen des Zweiten Golfkrieges ab 1990 wurden zum zweitgrößten Einsatz des militärischen Lufttransportes überhaupt, nach der Berliner Luftbrücke.
Mit dem Ende des Kalten Krieges erwies sich die an ihn angepasste Organisation der USAF zunehmend als ineffizient, so dass eine Neuordnung erforderlich wurde. Aus dem MAC entstand so am 1. Juni 1992 das aktuelle Air Mobility Command (AMC). Vom aufgelösten Strategic Air Command (SAC) wurden dabei die Tankflugzeuge KC-10 Extender und KC-135 Stratotanker übernommen. Dadurch sind der strategische Lufttransport und Luftbetankung der Air Force nun beim AMC konzentriert. Im Juni 1993 begann die Einführung der C-17 Globemaster III, um die betagten C-141 Starlifter als neues Rückgrat nach und nach abzulösen. Die letzte C-141 des AMC wurde am 16. September 2004 außer Dienst gestellt. Seit 2001 ist das AMC an den noch andauernden Operationen Enduring Freedom und Iraqi Freedom beteiligt. Dabei wurden bisher unter anderem 5,71 Millionen Soldaten und 2,50 Millionen Tonnen Fracht befördert, über 27.000 Luftbetankungen vorgenommen und 761 Gefangene nach Guantanamo Bay, Kuba verbracht.

## Auftrag
Der Auftrag des AMC ist der Lufttransport von Material und Truppen zur Unterstützung der gesamten US-Streitkräfte. Dazu gehört die Verlegung und Versorgung kompletter Einheiten in Kriegseinsätzen (wie bei der Operation Iraqi Freedom) ebenso wie Luftbetankung und das Ausfliegen von Verwundeten oder Gefangenen (Aeromedical evacuation).
Für die verschiedenen Einsatzzwecke sind dem AMC diverse Luftfahrzeuge zugeteilt. Darunter befinden sich diverse zivile Typen, die für den Transport des Präsidenten und anderer hochgestellter Persönlichkeiten umgerüstet wurden und eine neue Typenbezeichnung der USAF bekamen:
- Transportflugzeuge: C-5 Galaxy, C-17 Globemaster III, C-130 Hercules
- Tankflugzeuge: KC-10 Extender, KC-135 Stratotanker
- VIP-Flotte: VC-25 (Air Force One), C-32 (Air Force Two), C-20, C-21, C-37, C-40, UH-1

Das Personal des Air Mobility Command umfasste Ende 2004 rund 150.000 Menschen, darunter circa 54.200 Berufssoldaten, 47.100 Mitglieder der Air Force Reserve, 39.700 Angehörige der Air National Guard und 8700 Zivilisten. Wenn die Reservisten im Krisenfall mobilisiert werden, machen sie 59 % der Lufttransport- und 54 % der Tankkapazität des AMC aus.
Das Rufzeichen (Callsign) für die meisten vom AMC durchgeführten Transportflüge ist REACH.

## Flotte
Dem AMC unterstehen insgesamt (Stand Oktober 2014) 1122 Maschinen der Typen C-5, C-17, C-130/L-130, KC-10 und KC-135, davon gehören 551 Maschinen zu aktiven Air-Force-Staffeln, 362 zu Einheiten der Air National Guards und 209 dem Air Force Reserve Command.

## Tanker Airlift Control Center
Innerhalb des Kommandos selbst ist das 618th Air Operations Center, auch als Tanker Air Lift Control Center bezeichnet, als zentraler Gefechtsstand für die Durchführung aller Einsätze des Air Mobility Command verantwortlich. Das Operations Center führt die Einsätze von fast 1.100 Luftfahrzeugen und verplant diese auf durchschnittlich 100 bis 150 Missionen pro Tag. Aufgrund seiner zentralen Rolle innerhalb des Air Mobility Command wird das Tanker Airlift Control Center von einem Offizier im Dienstgrad Brigadier General geführt, dessen Vertreter führt den Dienstgrad eines Colonels.

## Unterstellte Einheiten
Dem AMC sind keine Verbände direkt unterstellt, folgende zwölf Geschwader für Lufttransport und Luftbetankung unterstehen dem AMC über die Eighteenth Air Force im Juli 2024:
- Airlift Wings

19th Airlift Wing, C-130H/J, Little Rock AFB, Arkansas
62d Airlift Wing, C-17A, Joint Base Lewis-McChord, Washington
89th Airlift Wing, VC-25A (Air Force One), C-20B (Gulfstream III), C-32A (Boeing 757), C-37A (Gulfstream V), C-40B (Boeing 737), Joint Base Andrews, Maryland
436th Airlift Wing, C-5M, C-17A, Dover AFB, Delaware
437th Airlift Wing C-17A, Joint Base Charleston, South Carolina
317th Airlift Wing, C-130J, Dyess AFB, Texas
- Air Mobility Wings

60th Air Mobility Wing, C-5M, C-17A, KC-10A, Travis Air Force Base, Kalifornien
305th Air Mobility Wing, C-17A, KC-10A, KC-46A, Joint Base McGuire-Dix-Lakehurst, New Jersey
375th Air Mobility Wing, C-21, C-40, KC-135R, Scott AFB, Illinois
- Air Refueling Wings

6th Air Refueling Wing, KC-135R, MacDill AFB, Florida
22d Air Refueling Wing, KC-135R, KC-46A, McConnell AFB, Kansas
92d Air Refueling Wing, KC-135R, Fairchild AFB, Washington

## Liste der Kommandierenden Generale
| Name                                 | Beginn der Berufung | Ende der Berufung |
| ------------------------------------ | ------------------- | ----------------- |
| John D. Lamontagne                   | 9. September 2024   | 9. September 2024 |
| Michael A. Minihan                   | 5. Oktober 2021     | 9. September 2024 |
| Jacqueline Van Ovost                 | 20. August 2020     | 5. Oktober 2021   |
| Maryanne Miller                      | 7. September 2018   | 20. August 2020   |
| Carlton D. Everhart II               | 11. August 2015     | 7. September 2018 |
| Darren W. McDew                      | 5. Mai 2014         | 11. August 2015   |
| Paul J. Selva                        | 30. November 2012   | 5. Mai 2014       |
| Raymond E. Johns Jr.                 | 20. November 2009   | 30. November 2012 |
| Arthur Lichte                        | 7. September 2007   | 20. November 2009 |
| Duncan J. McNabb                     | 14. Oktober 2005    | 7. September 2007 |
| Christopher A. Kelly (kommissarisch) | 7. September 2005   | 14. Oktober 2005  |
| John W. Handy                        | 5. November 2001    | 7. Juni 2005      |
| Charles T. Robertson Jr.             | 3. August 1998      | 5. November 2001  |
| Walter Kross                         | 15. Juli 1996       | 3. August 1998    |
| Robert L. Rutherford                 | 18. Oktober 1994    | 15. Juli 1996     |
| Ronald Fogleman                      | 25. August 1992     | 18. Oktober 1994  |
| Hansford T. Johnson                  | 1. Juni 1992        | 25. August 1992   |